# 자판 배열

일반적인 컴퓨터 자판 배열

자판 배열(字板配列), 키보드 레이아웃(영어: keyboard layout)은 타자기, 전신 인자기, 컴퓨터 등의 자판의 문자 시퀀스이다. 키 배열은 키보드에 어떤 위치 관계에 키를 설치 하느냐 "물리적 배열", 설정된 물리적 배열에 어떤 문자 (기능 키 등)를 어떤 순서로 배열 할 것인가의 "논리적 배열"로 대별된다.

## 라틴계 자판 배열

미국에서 주로 쓰이는 ANSI 자판 배열
영국에서 흔히 쓰이는 ISO 기계식 배열
드보락 자판 배열
콜맥 자판 배열
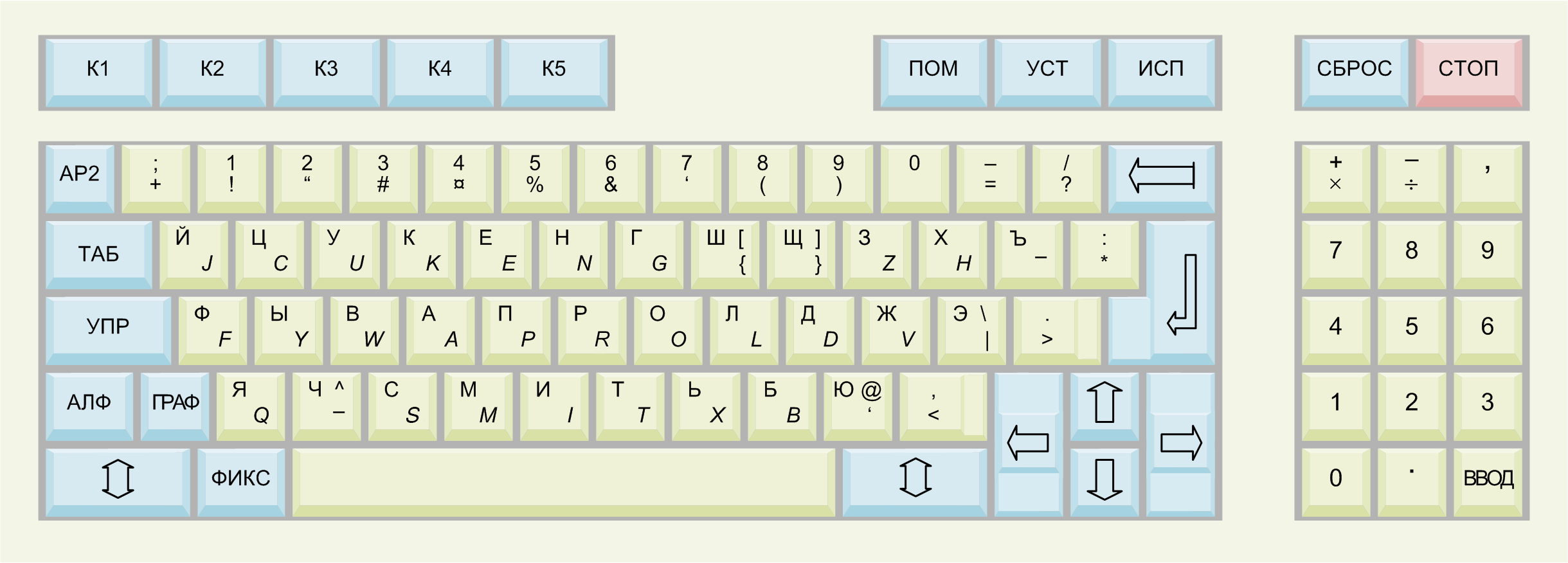
JCUKEN 자판 배열
네오 레이아웃, 레이어 1
네오 레이아웃, 레이어 3
BÉPO 배열
터키 F 자판 배열

### 영어
IBM의 PC-XT에서 채용된 84키에서 AT용의 101키로 변하며 이것이 표준으로 채용됐다. 최근에는 여기에 윈도 키 3개가 더 붙은 104키 형태의 영문 키보드가 표준화되어 있다.
- 쿼티 자판: QWERTY 자판(QWERTY keyboard)은 왼쪽 상단의 키보드의 글자 배열이 Q, W, E, R, T, Y로 되어 있기 때문에 불리는 이름이다. 흥미롭게도 이 배열은 사용성 면에서 속도의 최적화를 위해 만든 것이 아니라, 오히려 좀 느리게 만들기 위해 배치되었다고 한다. 이것은 초기 기계식 타자기가 너무 빠른 속도에 의해 엉키는 문제점을 고려한 것이었다.
- 드보락 자판: 영어 낱말을 분석해서 출현 빈도와 빨리 입력할 수 있는 구조를 연구해 만든 자판이다.
- 콜맥 자판: 드보락 자판의 단점을 보완하기 위해 개발되었으며 일부 키 배열은 기존 퀴티 자판과 같은 것도 있다.

### 유럽식
독일어, 프랑스어, 스페인어, 이탈리아어, 스웨덴어 등의 다양한 배열이 있지만, 키보드의 모양 자체는 모두 같다. 왼쪽 시프트를 짧게 만들어 미국 배열보다 키가 하나 더 많으며, 일본 키보드처럼 세로가 긴 형태의 엔터 글쇠를 쓴다. 영국 배열도 여기에 들어간다. 부호 배열도 영국은 미국 배열과는 다르다. 예컨대 £이 배열된 등이다. 키의 형태나 개수 외에도 미국 배열이나 일본 배열처럼 QWERTY 배열이 아니라 약간씩 차이가 있다. 독일어 자판을 예로 들면, 첫 줄이 QWERTY···가 아닌 QWERTZ 자판으로 되어 있다. 액센트 문자(Ä,Ö,Ü,ß)를 배열함으로써 쿼티자판보다 문자 영역이 늘어났다. 또 몇 글자들은 멈춤키(dead key)로 정의되어 '+a=á로 구현된다. it's처럼 자리차지하는 '표는 AltGr(Alt Graph; 우측 Alt키)와 함께 입력하여 구현한다. 프랑스 자판은 AZERTY 자판이라고 하는데 QWERTY 대신 AZERTY로 시작하며 액센트 문자 등(ç,è,é,ê 등)을 제1열(숫자열)에 배열하고 대신 숫자는 윗글자로 올렸다. 프랑스 자판은 특이하게 CapsLock을 ShiftLock으로 정의하여 윗글자 잠금을 한다. 그러면 제1열의 숫자를 치는데 용이해진다.
유럽의 라틴계 문자들은 영어 모드로 전환하지 않고 영어를 완벽하게 구현한다. AltGr키와 함께 윗첨자 2라든지 기타 재배열된 기호문자를 구현하는데 사용된다. 비 라틴계 문자는 종종 영어 모드로 전환하는 불편함이 있다. 한글 자판에서는 altGr 키가 한/영 모드 전환에 사용된다.

## 비라틴계 자판 배열

아랍어 윈도 자판 배열
아랍어 맥 자판 배열
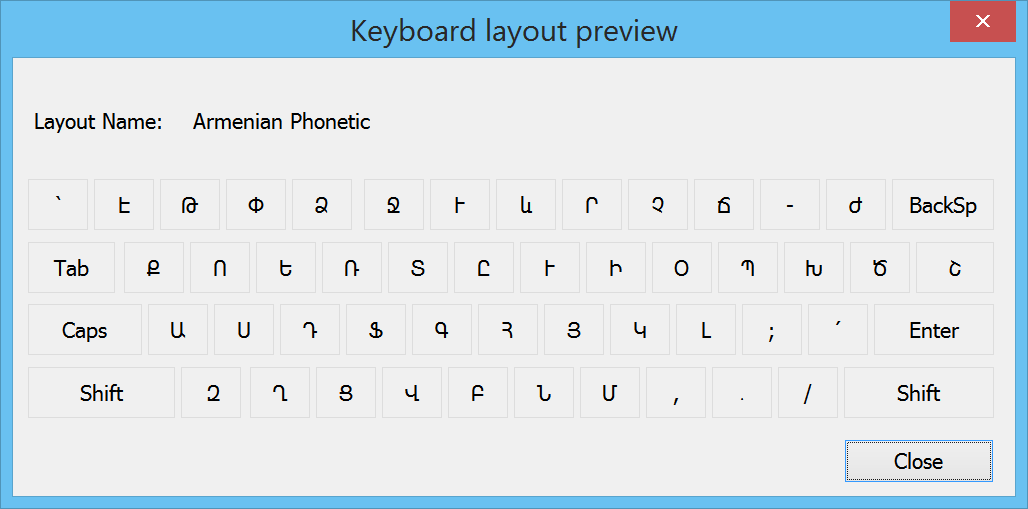
아르메니아 자판 배열
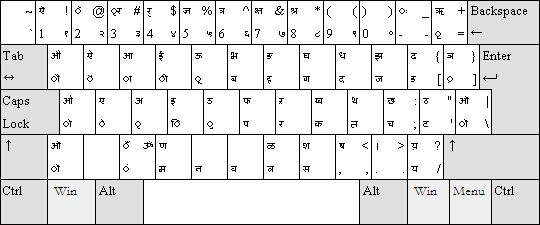
인스크립트 자판 배열 (산스크리트어)
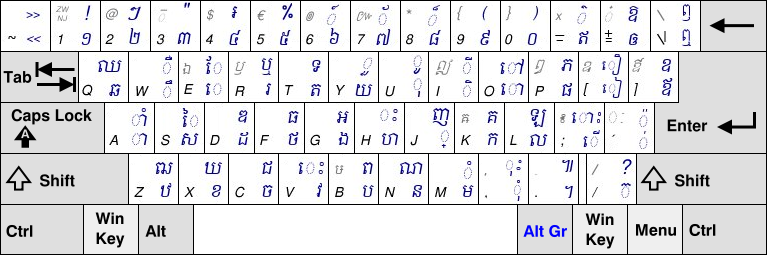
크메르어 자판 배열
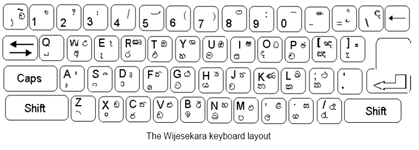
싱할라어 자판 배열
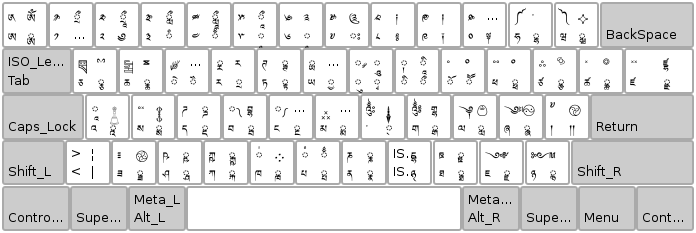
티베트어 자판 배열
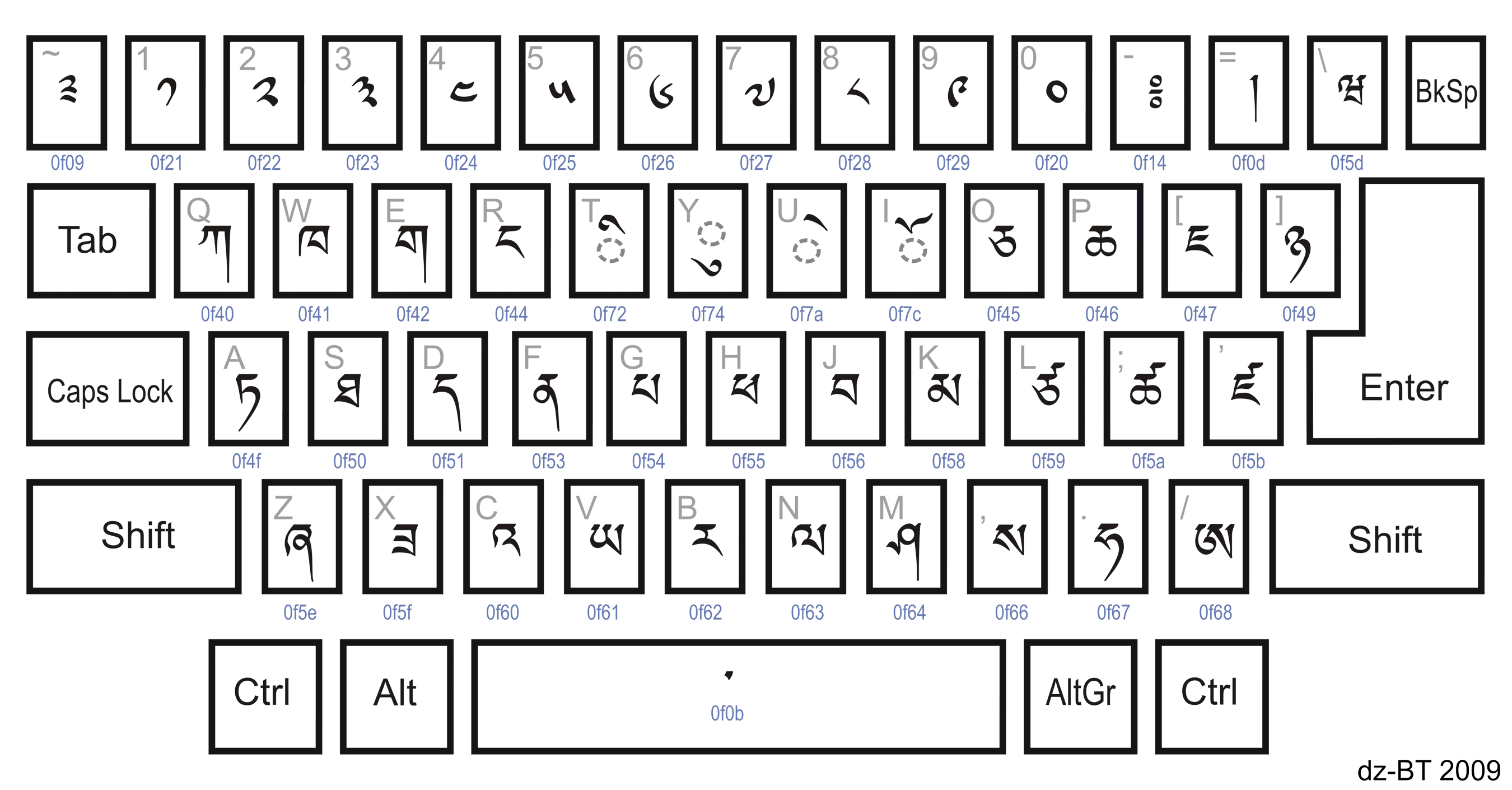
종카어 자판 배열
불가리아어 자판 배열 (BDS 5237:1978)
러시아어 자판 배열
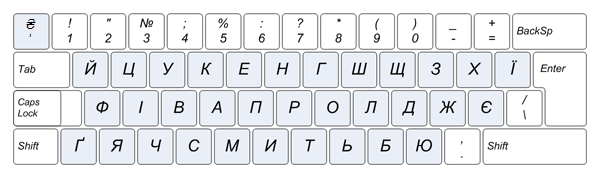
우크라이나어 자판 배열
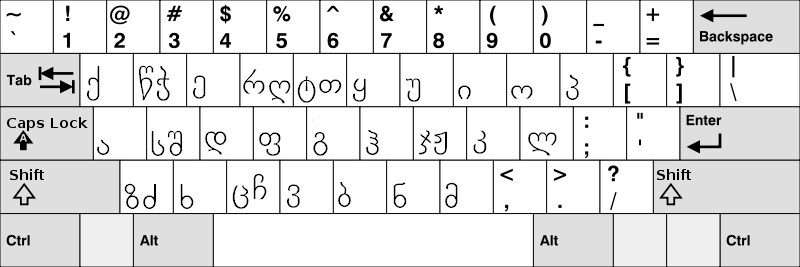
조지아어 자판 배열
그리스어 자판 배열
이누크티투트어 라틴계 자판 배열
이누크티투트어 Naqittaut 자판 배열
베르베르어 자판 배열
베르베르어 자판 배열 (프랑스어 자판 호환)

## 동아시아 자판 배열

두벌식 한국어 자판 배열
세벌식 최종 한국어 자판 배열
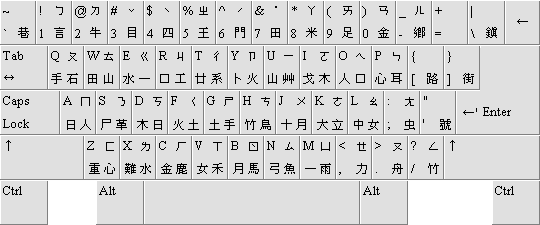
중화민국의 중국어 번체 자판 배열
일본어(OADG 109A)의 자판 배열 (히라가나 키 포함)

### 한글
기본적으로 미국 표준 배열인 101키와 같으며, 여기에 한/영, 한자 글쇠가 추가되어 103개의 글쇠를 가진다. 최근에는 여기에 윈도 키 3개가 더 붙은 106키 형태의 한글 키보드가 표준화되어 있다. 자모 배열에 대해서는 한글 자판을 참고한다.
- 두벌식: 자음, 모음의 두 벌로 되어 있다. 표준으로 쓰는 한국어 키보드 종류이다. 세벌식에 비해 글쇠의 개수가 적다.
- 세벌식: 세벌식 자판은 주로 공병우가 만든 자판을 말하며, 모든 세벌식 자판은 초성, 중성, 종성의 세 벌로 되어 있다. 한글의 특성을 반영하였으며 오토마타가 간단해진다. 표준이 아니지만, 키보드 키를 넓은 영역에 걸쳐 골고루 누를 수 있어 두벌식에 비해 효율적이고 빠르다고 주장된다.

### 중국어
중국어 관화발음을 표현하기 위해 만든 주음부호나 로마자로 구성된 한어병음을 쳐서 한자나 중국어(관화)를 입력하는 방식과 창힐수입법, 오필화수입법, 대이(大易) 등과 같은 한자의 부분이나 부수를 입력하는 방식 등이 있다.
- 한어병음
- 주음부호
- 창힐수입법
- 오필(五筆)
- 대이(大易)

### 일본어
일반적으로 JIS 배열 키보드라 부르며 일본 IBM의 5576-A01 키보드의 106키 배열이 표준으로 정착된 것이다. 최근에는 여기에 윈도 키 3개가 더 붙은 109키 형태의 일본어 키보드가 표준화되어 있다.
- JIS 106, 109키보드: 이 형태의 키보드에서 일본어 입력 방법은 가나 입력과 로마자 입력 두 가지이며 알파벳으로 일본어를 입력하는 로마자 입력 방식이 가장 많이 쓰인다. 영어나 한글 입력과 달리 일본어의 가나 입력과 로마자 입력을 위한 IME의 종류는 상당히 많은데, 윈도에 기본으로 내장돼 있는 MS-IME 외에 ‘이치타로’로 잘 알려진 Just System의 ATOK가 유명하다.
- 엄지 시프트(親指シフト): 후지쓰에서 더 효율적인 일본어 입력을 위해 고안한 일본어 입력 방식. 이 방식의 입력에 특화된 전용 키보드와 엄지 시프트 배열의 키보드를 탑재한 노트북도 있다. 기본적으로 스페이스바 양 옆에 ⇧ Shift가 있다.

## 같이 보기
- 한글 자판
  - 두벌식
  - 세벌식
- 쿼티 자판
- 드보락 자판
- 콜맥 자판
- QWERTZ 자판
- AZERTY 자판